# Hernando de Trejo y Sanabria
Hernando de Trejo y Sanabria o bien Fernando de Trexo y Sanabria, O.F.M. (San Francisco de Mbiaza —actualmente en Brasil— o ¿Asunción?, ambas de la gobernación del Río de la Plata y del Paraguay, 1554 o ¿1556? - f. gobernación del Tucumán, 21 de diciembre de 1614) era un religioso franciscano y mecenas criollo, miembro de la familia hidalga Sanabria, que fuera asignado como segundo obispo de Córdoba del Tucumán desde 1594 hasta 1614.

## Biografía

### Origen familiar y primeros años
Se discute la fecha y lugar de nacimiento de Hernando de Trejo y Sanabria, ya que podría haber nacido en el año 1554 en la villa española atlántica de San Francisco de Mbiaza, en el territorio de la entonces gobernación del Río de la Plata y del Paraguay, fundada el año anterior por su padre, el capitán Fernando de Trejo y Carvajal y en donde se había casado con la madre de Hernando —cerca de la posterior villa portuguesa de São Francisco do Sul, que sería fundada en 1658 por Manuel Lourenço de Andrade, en el actual Brasil— que conformaba una entidad autónoma en el Virreinato del Perú, dentro del Imperio español.
Y es poco probable que haya nacido en el año 1556 en la ciudad de Asunción del Paraguay, la capital de dicha gobernación, adonde se habían trasladado sus padres por vía terrestre tras la despoblación de aquella villa atlántica, ya que en esa fecha había nacido su hermana uterina Inés Suárez de Toledo.
Su madre era María de Sanabria Calderón, la hija del adelantado Juan de Sanabria y de Mencia Calderón, que al enviudar entre febrero y abril de 1558 se unió en segundas nupcias entre enero y marzo de 1559 con Martín Suárez de Toledo, gobernador desde 1573 hasta 1574, matrimonio del cual nació entre otros Hernando Arias de Saavedra, el futuro gobernador del Río de la Plata y del Paraguay desde 1592, y por lo tanto, medio hermano materno de Hernando de Trejo.
En 1568 fue enviado a estudiar a Lima, ingresando a la Orden Franciscana. Miembro de esta orden mendicante, se ordenó sacerdote en 1576. En 1588 fue nombrado por la orden como administrador superior del Perú.

### Obispo de Córdoba del Tucumán
Cuando renunció el obispo Francisco de Victoria al Obispado del Tucumán, el Consejo de Indias con el apoyo del virrey del Perú, propuso al rey Felipe II a Hernando de Trejo como  candidato a obispo. En 1592 fue nombrado por el rey como obispo de la gobernación del Tucumán, con sede en Santiago del Estero, y el papa Clemente VIII lo aprobó en 1594, siendo investido y consagrado en Quito. En la diócesis promovió la evangelización de los indígenas.
En 1599 organizó el primer sínodo del Tucumán, en 1606 el segundo y en 1607 el tercero, todos ellos celebrados en la ciudad de Santiago del Estero. También hizo reedificar la iglesia catedral de dicha ciudad, estableció cofradías para indígenas, negros y mulatos; llevó a cabo una campaña contra el servicio personal de los aborígenes.
En 1601, el obispo Trejo y Sanabria le escribió al rey Felipe III, haciéndole saber la necesidad de crear un colegio seminario anexo a la iglesia catedral. Ante ese pedido, el rey autorizó su creación mediante real cédula de 1603.
En las reducciones que fundaba, el obispo introdujo la industria de los colores con la base de la técnica tintórea de los propios nativos.
Presidió la junta celebrada en Santiago del Estero (12 de diciembre de 1611) donde se enfrentaron las posturas de jesuitas y franciscanos, partidarios de las Ordenanzas de Alfaro que protegían a los indios, frente a las pretensiones de la mayor parte de los laicos españoles, apoyados por los mercedarios, que argumentaban la imposibilidad de cumplirlas. El obispo apoyó la postura de los primeros.
Tuvo la idea de dotar a la ciudad de Córdoba con una universidad, para lo cual a partir de 1612 donó sus salarios futuros y absolutamente todos sus bienes para que los jesuitas la construyeran en la llamada Manzana Jesuítica. Allí comenzó a funcionar en 1613 el "Colegio Máximo", donde se impartían clases de Filosofía y Teología  y que fue el núcleo de lo que actualmente es la Universidad Nacional de Córdoba, en Argentina.
Apoyó la obra misional y educativa de los jesuitas y la fundación del primer convento femenino de la provincia, el de Santa Catalina de Siena de Córdoba, fundado por Leonor de Tejeda en 1613.

### Fallecimiento
El obispo Hernando de Trejo y Sanabria falleció en alguna parte de la gobernación del Tucumán, el 21 de diciembre de 1614.

## Homenajes
El Provincial, padre Tomás Travi, solicitó a la Comisión Nacional de Museos el traslado a Córdoba de la lápida sepulcral del Obispo Trejo y Sanabria. Obtenida la autorización la tarea fue asignada al Padre Avelino Gómez Ferreira S.J
La calle "Obispo Trejo" por la cual se ingresa al museo y a la Biblioteca Mayor de la Universidad de Córdoba, fue nombrada en su memoria. Una calle de Madrid también lleva su nombre, en la Ciudad Universitaria de Madrid.